# Nazaré, Portugalska
Nazaré (portugalska izgovorjava: [nɐzɐˈɾɛ] ()) je portugalsko mesto in občina v regiji Oeste, v zgodovinski provinci Estremadura in v okrožju Leiria. Občina šteje 14.889 prebivalcev na 82,43 km², samo mesto pa ima okoli 10.000 prebivalcev.
Je eno najbolj priljubljenih obmorskih letovišč na Srebrni obali (Costa de Prata).
Mesto Nazaré sestavljajo tri soseske: Praia (ob plaži), Sítio (stara vas na vrhu pečine) in Pederneira (še ena stara vas na vrhu hriba). Praia in Sítio sta povezana z Nazaré Funicular, tirno vzpenjačo.
Občinski praznik je 8. septembra v okviru praznika Nazareške Gospe, desetdnevnega verskega in posvetnega praznovanja s procesijami, bikoborbami, ognjemeti, ljudskimi plesi in sejmom.

## Etimologija
Ime Nazaré je portugalska različica Nazareta, svetopisemskega mesta v Sveti deželi.

## Zgodovina in legenda
Najzgodnejše naselbine so bile v Pederneiri in Sítiu, nad plažo. Prebivalcem so nudili zatočišče pred napadi vikinških in kasneje francoskih, angleških in nizozemskih piratov, ki so trajali vse do začetka 19. stoletja. Pravzaprav je bilo šele v 19. stoletju, s postopnim koncem pomorskega piratstva, mogoče, da so ljudje začeli zasedati Prajo, ki danes velja za središče mesta.
Po legendi o Nazaréju je mesto dobilo ime po majhnem lesenem kipu Device Marije, ki ga je iz Nazareta v Sveti deželi v samostan blizu mesta Mérida v Španiji prinesel menih v 4. stoletju. Kip je na sedanjo lokacijo leta 711 prinesel drug menih Romano v spremstvu Roderika, zadnjega vizigotskega kralja današnje Portugalske. Po prihodu na morje so se odločili, da bodo postali puščavniki. Romano je živel in umrl v majhni naravni jami, na vrhu pečine nad morjem. Po njegovi smrti in po njegovih željah ga je kralj pokopal v jami. Roderik je pustil kip Črne Madone v jami na oltarju.
Prva cerkev v Sítiu je bila zgrajena nad jamo v spomin na čudežni poseg Device Marije leta 1182, ki je rešil življenje portugalskemu vitezu Domu Fuasu Roupinhu iz 12. stoletja (verjetno templjarju), ko je nekega jutra lovil jelene v gosti megli. Epizoda se običajno imenuje Legenda o Nazaréju. V spomin na čudež je dal zgraditi kapelo (Capela da Memória) nad majhno jamo, kamor je čudežni kip postavil kralj Roderik. Poleg kapele, na skalnem vzpetini 110 metrov nad Atlantikom, je še vedno mogoče videti znamenje, ki ga je v skalo naredilo eno od kopit konja Dom Fuasa. Ta nazarejska cerkev, visoko na skalni vzpetini nad zalivom Pederneira je bil v mornarskih priročnikih označen kot mejnik.
Leta 1377 je portugalski kralj Ferdinand I. zgradil novo, prostornejšo cerkev, ki je bila med 16. in 19. stoletjem popolnoma spremenjena. Svetišče nazarejske Matere Božje je bogata baročna stavba, v notranjosti katere so čudovite ploščice. Za in nad glavnim oltarjem lahko obiskovalci vidijo in častijo čudodelni kip nazarejske Matere Božje. Verske figure so okronane z diademi iz 18. stoletja, ki jih je cerkvi podaril kralj Ivan VI. Portugalski Sveta podoba je ovita z zelenim plaščem, okrašenim z zlatom, ki ga je Devici Mariji podaril kralj Ivan V. Portugalski Glavna kapela je ločena od same cerkve z arkado iz pau-santo in nekaj stebrov, okrašenih z mozaiki iz italijanskega marmorja iz 19. stoletja.

## Geografija
Občina Nazaré na zahodu meji na Atlantik, na severu, vzhodu in jugu pa je v celoti obkrožena z občino Alcobaça.
Nazaré ima sredozemsko podnebje (Köppen Csb) s toplimi, suhimi poletji in blagimi, mokrimi zimami. Podnebje v mestu blaži Atlantski ocean in sezonski dvigi, značilni za zahodno Portugalsko, dajejo hladna do topla, suha in na splošno sončna poletja. Zaradi morja so poleti zelo pogoste jutranje in večerne megle, ki se v redkih primerih lahko zadržijo ves dan. Po drugi strani pa so sezonske padavine najpogostejše pozimi in dajejo Nazaréju bolj nestabilno vreme, kjer prevladuje Atlantik, s pogosto oblačnimi, deževnimi in nevihtnimi dnevi, jasni dnevi pa v tej sezoni niso neobičajni. Temperature nad 30 °C  ali pod 3 °C so zelo neobičajne. Nazaré doživlja tudi nekaj sezonske zamude, pri čemer so septembrske temperature toplejše od junijskih.
Administrativno je občina razdeljena na 3 civilne župnije: Famalicão, Nazaré in Valado dos Frades

## Gospodarstvo
Nazarejska obala je s svojimi visokimi valovi med najnevarnejšimi na svetu in lokalni ribiči se jim že stoletja upirajo. Zanašanje mesta na morje za proizvodnjo hrane in gospodarsko preživetje je posledica edinstvenega podnebja, ki se razlikuje od okoliškega sredozemskega ekološkega območja, kjer je kmetovanje na kopnem pogostejše. Ribolov v Nazaréju je dejavnost, ki jo v celoti izvajajo vaški moški, ženskam pa prepuščajo vsakdanje življenje in vsakodnevno upravljanje v mestu. Te izrazito spolne vloge in spoštovanje osnovnih ribiških praks naj bi bili glavni razlog, da se mesto še ni razvilo v sodobno industrijsko družbo.

## Zanimivosti
V 20. stoletju se je Nazaré postopoma razvil iz ribiške vasice v zanimivost portugalskih in mednarodnih turistov, mednarodno pa se oglašuje kot slikovita obmorska vas.
Leži ob atlantski obali in ima dolge peščene plaže (po mnenju nekaterih med najboljšimi na Portugalskem), ki poleti privabljajo številne turiste. Mesto je bilo nekoč znano po tradicionalnih nošah, ki so jih nosili ribiči. Ženske tradicionalno nosijo naglavno ruto in flanelasto krilo, izvezeno v sedmih različnih barvah. V kostume se še občasno oblečejo.
Kraj je precej obiskan zaradi verskih praznikov, posvečenih Gospe iz Nazaréja, v okviru katerih potekajo procesije in tudi nekatera profana praznovanja.
Številni turisti in katoliški romarji, ki obiščejo osrednjo Portugalsko in še posebej mednarodno znano svetišče Gospe iz Fátime (v bližini Cova da Iria), gredo v Nazaré na obisk ali ogled prvenstva v deskanju.

### Deskanje
- Deskanje z vleko v bližini svetilnika Fort of São Miguel Arcanjo
- Velikanski lomljivi valovi v Praia do Norte
- Praia do Norte (Severna plaža) je bila uvrščena v Guinnessovo knjigo rekordov zaradi največjih valov, ki so jih kadarkoli deskali (nastali pod vplivom kanjona Nazaré).

Nazaré je priljubljena destinacija za surfanje zaradi visokih valov, ki nastanejo zaradi prisotnosti podvodnega kanjona Nazaré. Kanjon poveča in konvergira prihajajoče oceansko valovanje, ki v povezavi z lokalnim vodnim tokom dramatično poveča višino valov.
Zaradi višine valov so bili v Nazaréju postavljeni številni rekordi deskanja. Novembra 2011 je deskar Garrett McNamara deskal na takrat rekordno velikem velikanskem valu, ki je meril 23,8 m od dna do vrha, v Praia do Norte, Nazaré. 8. novembra 2017 je brazilski deskar Rodrigo Koxa podrl prejšnji rekord z deskanjem na valu 24,4 m. Oktobra 2020 je nemški deskar Sebastian Steudtner podrl ta rekord, ko je zajahal val, ki je bil izmerjen na 26,2 m. 18. januarja 2018 je brazilska deskarka na velikih valovih Maya Gabeira surfala na 24,7 metrov dolgem valu. 5. januarja 2023 je brazilski profesionalni deskar Márcio Freire umrl med vadbo deskanja z vleko.
Opazno se je povečalo število obiskovalcev razglednih točk za deskarska tekmovanja, kot je svetilnik v utrdbi São Miguel Arcanjo, kjer se je število povečalo z 80.000 obiskovalcev leta 2015 na 174.000 leta 2017.